# THAT'S ENKA TAINMENT〜ちょっと唄っていいかしら?〜
『THAT'S ENKA TAINMENT〜ちょっと唄っていいかしら?〜』（ザッツ・エンカ・テイメント〜ちょっとうたっていいかしら?〜）とは、朝日放送テレビで2009年10月11日から2018年9月27日まで深夜に放送されていた音楽バラエティ番組である。略称は『エンカメ』。
ピン芸人の友近が単独では初めて司会を務めたレギュラー番組。彼女が「水谷千重子」という芸歴50年のベテラン演歌歌手風のキャラクターに扮し、ゲスト歌手とのトークやロケ企画に臨んだ。

## 内容
毎回一組の演歌歌手（基本的に2週出演）をゲストに迎え、さまざまな切り口でその素顔に迫る。ゲストには番組タイトルに因み、色紙に亀のイラストを描いてもらい、それをセットに飾っていく。また堀内孝雄の出演回からは、次にゲスト出演する歌手へメッセージを書き残している。
番組タイトルにもあるように、友近はトークの聞き手にまわるだけでなく、自らマイクを手に歌うのが特徴。また第1回・第2回・第3回の放送では、北島三郎をはじめとする演歌歌手からの番組開始を祝うVTRが放送された。
2010年2月28日までは、毎週日曜日1:00 - 1:25（土曜日深夜）に放送されていたが、2010年3月5日からは、毎週金曜日1:36 - 2:13（木曜日深夜）に放送日時が変更され、2014年10月9日からは、毎週木曜日1:39 - 2:14（水曜日深夜）に変更された。オープニングでは、友近が歌うテーマ曲「恋のほたるまち」が使用され、金曜日未明（木曜日深夜）放送へのリニューアル1回目の放送ではゲストの五木ひろしの前で歌唱した。また番組とのタイアップで、3月限定で「bijin-tokei×ABC」に出演した。
その一方で、放送が回を重ねるうちに、秋山竜次（ロバート）による「倉たけし」、バッファロー吾郎による「八公太郎」、宮迫博之（雨上がり決死隊）による「春澪」といった演歌歌手風のキャラクターや、「六条たかや」（チュートリアルの徳井義実が扮するベテラン俳優風のキャラクター）が相次いで誕生。番組を大いに賑わせたばかりか、「水谷千重子」を交えたコンサートツアーの開催や、デュエット曲のリリースなどにまで発展した。
当初は関西ローカルであったが、2010年4月からは友近の出身地である愛媛県の系列局・愛媛朝日テレビと青森朝日放送でも放送されていた。
ゲストは来局時に、朝日放送ラジオの生番組に出演することがある。例えば2015年1月28日来局の川中美幸、同年3月11日来局の山川豊は『ドッキリ!ハッキリ!三代澤康司です』のエンディングと『桑原征平粋も甘いも』のオープニングに続けて出演した。
制作局の朝日放送テレビでは、2018年9月27日で放送を終了。同月には、「水谷千重子ツアーin愛媛」（愛媛朝日テレビの協力によるロケ企画）の模様を、4回にわたって放送した。ちなみに友近は、当番組の終了に際して、「『永遠と続く番組だ』と勝手に思っていただけに、（9年間で終わることへの）ショックは大きい。ゲストの方々が本当に面白くて素敵だった。このような番組が世の中になかったのに、（終了するのは）残念過ぎるので、いつか復活させたい。アイウィルビーバッグ」とのコメントを「水谷千重子」名義で寄せた。

### ラジオでの姉妹番組
朝日放送ラジオでは、旧朝日放送時代の2010年4月から2018年9月まで、『エンカメ』の姉妹番組を放送している。2012年9月までは『エンカメ・こころの歌』（土曜22:00 - 22:30、パーソナリティ・波江野陽子）であったが、2010年4月からは、放送時間を土曜深夜（26:30 - 27:00＝日曜2:30 - 3:00）に移したうえで、『友近のサタデーミュージックボックス』を編成している。
友近は『サタデーミュージックボックス』のうち、前半（約20分間）およびエンディングに本人、後半（約8分間）に「水谷千重子」名義で単独出演。後半を「水谷千重子のよっこいしょラジオ」と称していたため、同コーナーが始まる直前に、友近が「ここからは水谷千重子先生の登場です。先生～!」と呼び掛けるパターンが定着していた。また、収録に使用する朝日放送ラジオのスタジオで、『エンカメ』向けのコーナーやインタビューを収録することもあった。
友近は、2018年9月15日深夜放送分の『サタデーミュージックボックス』で、同番組および『エンカメ』が同月限りで終了することを発表。『サタデーミュージックボックス』については、同日放送分で、友近名義での出演を終えた。なお、最終回（9月29日）および直前回（同月22日）には、「水谷千重子」として全編に登場。「八公太郎」や「倉たけし」をゲストに迎えていた。

## 出演者

### 司会
- 友近

## 主なエンカメ企画

### 現在のエンカメ企画
エンカメ〜演歌トリップ〜
毎回ある年のUSEN年間リクエストランキングベストテンを振り返る。ただし、2009年12月26日放送はNHK紅白歌合戦で何度も歌われた歌トップ6のランキングを放送。2010年2月6日放送からはテーマに沿った好きな楽曲を街頭アンケートし、トップ5（VTRの最後ではトップ10を表示）のランキングを放送。ランクインされた各楽曲のうち、演歌・歌謡曲のみ近畿地区にあるカラオケ喫茶・スナックの協力のもと、客たちが歌っているVTRが放送される。またトップ10の中から1曲友近が歌う。
ドンマイ千重子のよっこいしょラジオ
「秋川さん ちょっとご挨拶いいですか?」の後継コーナー。演歌歌手がベテラン演歌歌手・水谷千重子のラジオ番組にゲスト出演し、自身の曲を紹介する。演歌歌手には、水谷千重子が考えたキャッチコピーが書かれた色紙が贈られる。
エンカメ〜あの頃 写真館〜
演歌歌手の懐かしい写真を見ながらトークを繰り広げる。友近の懐かしい写真が紹介されることもある。
エンカメ〜好きなもの写真館〜
演歌歌手の好きなものの写真を見ながらトークを繰り広げる。
エンカメ〜演歌検定〜
演歌歌手のエピソードから、穴埋め問題が5問VTRで出題される。各問題につき解答時間は10秒。その後、スタジオで正解が発表され、その正解数によって、以下の評価が下される。
| 正解数 | 0        | 1〜2               | 3              | 4          | 5                   |
| ------ | -------- | ------------------ | -------------- | ---------- | ------------------- |
| 評価   | 勉強不足 | まだまだ演歌初心者 | ただの演歌好き | よ!演歌通! | すごい!演歌界のドン |

輝く!エンカメアンケート大賞
毎回設けられたテーマの大賞に演歌歌手を5名勝手にノミネートし、街頭アンケートで大賞を決める企画。最初に10票を集めた演歌歌手が大賞受賞者となる。受賞した演歌歌手には番組から後日カメのキャラクターをかたどったトロフィーを勝手に贈呈する。第1回は「デートしたい演歌歌手」を20代女性にアンケートした。
エンカメ!ナイトスクープ
テーマに基づいた演歌歌手のイメージを街頭で調査し、トップ5の調査結果を発表する。コーナーのオープニングタイトルは『探偵!ナイトスクープ』をもじっており、本家同様、円広志の「ハートスランプ二人ぼっち」が流れる。
エンカメ プロファイリング
ゲストの演歌歌手の素顔を知人へのアンケートから探る。
エンカメレストラン
番組がおすすめする店を紹介し、おすすめの料理を調理しながら、その過程を店主が自ら演歌の替え歌にして歌う。
エンカメミシル
演歌・歌謡曲にまつわるモノの製造工程などの意外な真実に迫る。タイトルは『シルシルミシル』をもじったもの。初回のVTRを見た神野美伽は「3回くらいは続くと思う」と話した。
エンカメペットショップ〜今度飼うならこんなペット〜
ペットショップの店員がおすすめのペットを飼う時の注意点を演歌の替え歌にして歌う。
演歌一品
演歌歌手が最近ハマっているものを紹介。コーナータイトルはラーメンチェーン店・天下一品から付けられ、ハマっているものを紹介する時には逆さにしたラーメン鉢状のふたが被せられている。
見返りハンサムマスター
飲食店3軒のハンサムなマスターの特技と顔を紹介。
女優・涼風凛の癒しのエンカエーネ紀行
女優・涼風凛に扮した友近が演歌の最新ニュースを紹介。
エンカメ〜今月の1曲〜
番組でプッシュする今月の1曲を紹介し、歌に合わせて友近がオリジナルの舞を披露。2010年1月度は、今月の1曲を歌う演歌歌手を応援する街の人々をVTRで紹介する形に変更され、さらに2011年2月度からは友近がPVを視聴する様子を放送。
- 2009年11月度：浅田あつこ「鯨（いさな）の浜唄」
- 2009年12月度：山本みゆき「もどり雨」
- 2010年1月度：坂井一郎「止まり木のブルース」
- 2010年2月度：北島三郎「夫婦一生」
- 2010年3月度：黒木姉妹「泣かんとよ」
- 2010年4月度：石原詢子「ひとり日本海」
- 2010年5月度：水木ケイ「恋のドンパン節」
- 2010年6月度：あさみちゆき「黄昏シネマ」
- 2010年7月度：純烈「涙の銀座線」
- 2010年8月度：松川未樹「おんなの祭り」
- 2010年9月度：オルリコ「ひぐらしの坂」
- 2010年10月度：西村亜希子「波止場雨情」
- 2010年11月度：平山みき「京おんな feat. Miki」
- 2010年12月度：石原じゅんこ&国安修二「何も始まらないなら」
- 2011年1月度：岩本公水「みちゆき舟」
- 2011年2月度：竹川美子「浪花恋人情」
- 2011年3月度：音羽しのぶ「愛はときおり…」
- 2011年4月度：パク・ヒョンビン「シャバン シャバン」
- 2011年5月度：岡田ひさし「二枚目気分」
- 2011年6月度：Beauty“SRWs”「恋のシャンソン人形」
- 2011年7月度：岩出和也「おまえにやすらぎを」
- 2011年8月度：美川憲一「涙はキランの泉」
- 2011年9月度：石川さゆり「緑のふるさと」
- 2011年10月度：鏡五郎「お前を離さない」
- 2011年11月度：パク・ヒョンビン「ゴンドゥレ マンドゥレ」
- 2011年12月度：中村美律子「ふたりの朝」
- 2012年1月度：ジェロ「夜明けの風」
- 2012年2月度：パク・ヒョンビン「ゴンドゥレ マンドゥレ」
- 2012年3月度：なし
- 2012年4月度：パク・ジュニョン「愛・ケセラセラ」
- 2012年5月度：水谷千恵子「人生かぞえ歌」
- 2012年6月度：香西かおり「酒のやど」
- 2012年7月度：パク・ヒョンビン「オッパだけ信じて」
- 2012年8月度：松尾雄史「くちなし慕情」
- 2012年9月度：夏木綾子「雪のれん」
- 2012年10月度：桜井くみ子「別れの港」
- 2012年11月度：川中美幸「花ぼうろ〜霧氷の宿」
- 2012年12月度：松永ひとみ「大阪海峡」
- 2013年1月度：ジェロ「人生晴れるや〜桜花乱舞」
- 2013年2月度：塩乃華織「ほっといてんか あんな阿呆」
- 2013年3月度：川上大輔「ベサメムーチョ」
- 2013年4月度：北原ミレイ「マゼンダの黄昏に」
- 2013年5月度：五木ひろし「博多ア・ラ・モード」
- 2013年6月度：山崎悌史「サンセット浜田」
- 2013年7月度：夏木綾子「綾子のよさこい演歌」
- 2013年8月度：藤あや子「浮雲ふたつ」
- 2013年9月度：氷川きよし「満天の瞳」
- 2013年10月度：川中美幸&水谷千重子「恋する大阪」
- 2013年11月度：吉幾三「男っちゅうもんは」
- 2013年12月度：吉幾三「ふたり…ハワイ」
- 2014年1月度：ジェロ「人生晴れるや〜桜花乱舞」
- 2014年2月度：新沼謙治「ふるさとは今もかわらず」
- 2014年3月度：山崎ていじ「昭和男唄」
- 2014年4月度：山内惠介「恋の手本」
- 2014年5月度：藤あや子「海峡しぐれ」
- 2014年6月度：石原詢子「濃尾恋歌」
- 2014年7月度：坂井一郎「おまえはどこに」
- 2014年8月度：高橋樺子「そんなに昔のことじゃない」
- 2014年9月度：たくみ稜「酒場の神様」
- 2014年10月度：角川博「夜鳴き鳥」
- 2014年11月度：徳永ゆうき「平成ドドンパ音頭」

### 過去のエンカメ企画
エンカメ〜演歌ニュース〜
演歌歌手のプライベートなニュースをブログや芸能ニュースから紹介。
想いを込めて〜初めての演歌〜
演歌を知らない外国人の方々に演歌を歌ってもらう企画。外国人に課題曲を聴きながら練習してもらい、自称・英語が得意なADが歌詞の意味を解説し、最後に実際に歌ってもらう。
アマチュア〜演歌ファイル〜
プロの演歌歌手にはならないが、演歌が大好きというアマチュア演歌歌手を紹介。
ママちょっといいですか?
友近ママの店を訪れ、ヒット祈願をすると、その曲がヒットするという噂を聞きつけ、演歌歌手が友近の元にやってきて、自身の曲のヒット祈願をする。初回に登場した浅田あつこには、友近の言葉が添えられたサイン色紙が贈られたが、2回目のMAYUMIから13回目の浅田あつこ（2回目のコーナー出演）までは、箱の中央の小さな円にいる亀が動き、ヒット祈願の楽曲のサビ部分演奏の間に、外側の大きな円に書かれた「この調子」「あと一息」「大ヒット」「紅白」（各項目3つずつ）のいずれかに止まったところでヒットを占う「エンカメヒット占い」を行っていた（演奏終了後に友近が笛を吹いた時点で判定）。なお、小さな円から亀が動かなかった場合、占い結果は「まだまだがんばりましょ～」となる。小村美貴の出演回でコーナー終了。
秋川さん ちょっとご挨拶いいですか?
「ママちょっといいですか?」の後継コーナー。演歌歌手が友近扮する大女優・秋川寿美子の楽屋を訪れ、自身の曲を紹介する。演歌歌手には、秋川寿美子の言葉が書かれた色紙が贈られる。伊藤美裕の出演回でコーナー修了。
今週の一郎ちゃん
坂井一郎が自身のキャンペーン活動などの近況をブログ風に写真と自身のナレーションで紹介。
今週の深川ブルース・ローズ・久美子
三代目コロムビア・ローズが自身のキャンペーン活動などの近況をブログ風に写真と自身のナレーションで紹介。締めくくりの言葉は「来週もローズ（「どうぞ」に引っ掛けている）よろしく」。
今週の葵かを里をど里〜日本全国踊り旅〜
葵かを里が自身のキャンペーン活動などの近況をブログ風に写真と自身のナレーションで紹介。コーナーの最後は「今週の葵かを里踊り」としてキャンペーン先などで決めポーズをした写真で締めくくる。
三山ひろしの人生、大皿小皿
三山ひろしが自身のキャンペーン活動などの近況をブログ風に写真と自身のナレーションで紹介。コーナーの最後は、キャンペーン先などで特技のけん玉を披露した写真で締めくくる。
加納ひろしの演歌CAR一本道じゃけぇ
加納ひろしが自身のキャンペーン活動などの近況をブログ風に写真と自身のナレーションで紹介。
林よしこの天然でんねん
林よしこが自身のキャンペーン活動などの近況をブログ風に写真と自身のナレーションで紹介。
演歌STATION
「エンカメ演歌ニュース」の後継コーナー。友近扮するキャラクター・西尾一男が演歌の最新ニュースを報道番組形式で伝える。使用BGMは『ニュースステーション』の3代目オープニングテーマ曲だった本多俊之の「Good evening」。2011年5月度からは「エンカメ〜今月の1曲〜」もコーナーの最後に紹介する。
昭和ハンター 山崎ていじ
山崎ていじが自身のキャンペーン活動などの近況をブログ風に写真と自身のナレーションで紹介。

## スタッフ
- ナレーション：三代澤康司（朝日放送テレビアナウンサー、2013年10月 - ）
- 構成：森
- TD・LD：細川圭吾【週替わり】
- CAM：西田慶仁、田中康彦（田中→以前はTD）、重國裕治、錦戸浩司/池嶋理人、長野允耶、芝田幸司、中塚賢二、丹下順一、藤田充、川瀬荘司【週替わり】
- SW：岡田光司（以前はCAM）【週替わり】
- VE：丸尾恵介/勝間敦、山村哲士、福原元気【週替わり】
- MIX：滝(瀧)川毅（以前はMA）、坂本宗之（以前はSMIX）/山中康男、和三晃章（和三→以前はMA）、石谷伸弘【週替わり】
- AUD・MA：清水俊孝【週替わり】
- EED：野崎隼人、井原理恵/塩村文野、完山知佳、山本祥史【週替わり】
- タイトルCG：P-CUBE
- 美術：田中彰洋
- 小道具：高津商会、百花園、まいど、クラフト
- メイク：ビーム
- 大道具：グリーン・アート（以前は小道具）
- 衣装協力：長沼静きもの学院[注 4]
- 協力：ハートス、東通インフィニティー、アイネックス
- AD：中島奈奈、中尾明日香、田中俊充
- ディレクター：濱田崇充、大野祐司
- プロデューサー：樋笠りえ、倉内優江
- 制作協力：エー・ビー・シーメディアコム、Zettonz、ホワイトブレイン
- 制作著作：朝日放送テレビ

### 過去のスタッフ
- ナレーション：芦沢誠[注 5]
- 構成：小林仁
- ブレーン：中尾俊広、久良木健二郎
- SW：玉木雅之、秋山泰彦【週替わり】
- SMIX：小西剛生、波田純一【週替わり】
- LD：兼岩克、瀧本貴士、葛原宏一【週替わり】
- イラスト：竹内美紗
- 協力：USEN、BMB、東通AVセンター、大阪アニメーションカレッジ専門学院
- AD：藤内良宜（ディヴォーション）、小西裕司
- ディレクター：桑山哲治、四方章雄（ディヴォーション）、山田健太郎
- プロデューサー：板井昭浩、小田部拓、鳥海久慎、中川貴史
- 制作協力：ディヴォーション

## テーマ曲

### オープニングテーマ
- 友近「恋のほたるまち」（2010年3月4日 -）

2010年2月までは同曲のインストゥルメンタルだった。

### エンディングテーマ
- 2009年10月度：MAYUMI「鬼さんこちら」
- 2009年11月度：山本みゆき「もどり雨」
- 2009年12月度：浅田あつこ「鯨（いさな）の浜唄」
- 2010年1月度：森川つくし「母ゆずり」
- 2010年2月度：石原詢子「ひとり日本海」
- 2010年3月度：キム・ヨンジャ「再会」
- 2010年4月度：神野美伽「みさお酒」
- 2010年5月度：藤あや子「まごころの花」
- 2010年6月度：豊川めい「愛・ルネサンス」
- 2010年7月度：小金沢昇司「はなます海岸」
- 2010年8月度：純烈「涙の銀座線」
- 2010年9月度：三門忠司「雨降る波止場」
- 2010年10月度：友近&堀内孝雄「倖せの求め方」
- 2010年11月度：石原じゅんこ&国安修二「何も始まらないなら」
- 2010年12月度：市川由紀乃「女の潮路」
- 2011年1月度：黒木姉妹「恋していいですか」
- 2011年2月度：浅田あつこ「恋するだるま」
- 2011年3月度：伍代夏子「霧笛橋」
- 2011年4月度：蒼彦太「カラオケ流し」
- 2011年5月度：大月みやこ「女…さすらい」
- 2011年6月度：石原詢子「逢いたい、今すぐあなたに…。」
- 2011年7月度：神野美伽「桜みち」
- 2011年8月度：原田悠里「明日を信じて」
- 2011年9月度：音羽しのぶ「箱根峠」
- 2011年10月度：石原詢子「しあわせの花」
- 2011年11月度：秋元順子「枯れない花」
- 2011年12月度：市川由紀乃「女の潮路」
- 2012年1月度：なし[注 6]
- 2012年2月度：山本あき「恋…一夜」
- 2012年3月度：パク・ヒョンビン「ゴンドゥレ マンドゥレ」
- 2012年4月度：坂井一郎「お前は泣くな」
- 2012年5月度：冠二郎「ここ一番 男花」
- 2012年6月度：原田悠里「倉敷川」
- 2012年7月度：パク・ヒョンビン「オッパだけ信じて」
- 2012年8月度：水谷千重子「お祭り女」
- 2012年9月度：伍代夏子「海峡の宿」
- 2012年10月度：石原詢子「よりそい草」
- 2012年11月度：チュン・ユンジョン「うそつき太陽」
- 2012年12月度：三代目コロムビア・ローズ「深川ブルース」
- 2013年1月度：葵かを里「鴨川なみだ雨」
- 2013年2月度：チュン・ユンジョン「最期の川」
- 2013年3月度：石川さゆり「夫婦三昧」
- 2013年4月度：出光仁美「六甲の女」
- 2013年5・6月度：杜このみ「三味線わたり鳥」
- 2013年7月度：三山ひろし「男のうそ」
- 2013年8月度：北山たけし「路地あかり」
- 2013年9月度：福田こうへい「南部蝉しぐれ」
- 2013年10・11月度：川中美幸&水谷千重子「恋する大阪」
- 2013年12月度、2014年1月度：なし
- 2014年2月度：川中美幸&水谷千重子「恋する大阪」
- 2014年3月度：不明
- 2014年4月度：不明
- 2014年5月度：不明
- 2014年6月度：不明
- 2014年7月度：不明
- 2014年8月度：不明
- 2014年9月度：山内惠介「恋の手本」
- 2014年10月度：中村美律子「この世は女で廻るのよ」
- 2014年11月度：塩乃華織「夜更けのワルツ」

## ネット局
| 放送対象地域 | 放送局                 | 系列                         | 放送時間                     | 放送開始日     | 放送終了日     | 備考              |        |
| ------------ | ---------------------- | ---------------------------- | ---------------------------- | -------------- | -------------- | ----------------- | ------ |
| 近畿広域圏   | 朝日放送テレビ         | テレビ朝日系列               | 木曜 1:39 - 2:14（水曜深夜） | 2009年10月11日 | 2018年9月27日  | 制作局            | 制作局 |
| 日本全域     | BS朝日                 | BSデジタル放送               | 土曜 1:30 - 2:00（金曜深夜） | 2010年7月4日   | 2012年3月31日  | [ 注 7 ] [ 注 8 ] |        |
| 日本全域     | BS朝日                 | BSデジタル放送               | 日曜 1:30 - 2:00（土曜深夜） | 2012年10月14日 | 2013年4月7日   |                   |        |
| 青森県       | 青森朝日放送           | テレビ朝日系列               | 月曜 1:20 - 1:50（日曜深夜） | 2011年1月10日  | 2011年6月20日  | [ 注 9 ]          |        |
| 秋田県       | 秋田朝日放送           | テレビ朝日系列               | 月曜 1:40 - 2:10（日曜深夜） | 2011年4月4日   | 2013年9月30日  | [ 注 10 ]         |        |
| 東京都       | TOKYO MX               | 独立局                       | 日曜 10:00 - 10:30           | 2015年4月5日   | 2018年9月30日  | [ 注 11 ]         |        |
| 愛媛県       | 愛媛朝日テレビ         | テレビ朝日系列               | 金曜 2:55 - 3:25（木曜深夜） | 2010年4月2日   | 2019年4月5日   | [ 注 9 ]          |        |
| 長崎県       | 長崎文化放送           | テレビ朝日系列               | 金曜 10:00 - 10:30           | 2015年9月18日  | 2015年11月27日 |                   |        |
| 日本全域     | Dlife（BSディズニー）  | BSデジタル放送               | 火曜 19:30 - 20:00           | 2015年10月6日  | 2016年3月29日  | [ 注 13 ]         |        |
| 日本全域     | ホームドラマチャンネル | CSデジタル放送 （スカパー!） | 火曜 1:15 - 1:45（月曜深夜） | 2015年11月3日  | 2016年12月27日 | [ 注 14 ]         |        |

※年末年始特番や全英オープンゴルフ（金曜未明）、世界水泳といったスポーツ中継放送時は番組自体が休止となった。またプライムタイム枠番組の拡大時や『熱闘甲子園』放送時は放送時間が繰り下げとなっていた。